# Покровский, Егор Арсеньевич
Его́р (Гео́ргий) Арсе́ньевич Покро́вский (1834—1895) — русский педиатр, психолог, благотворитель; доктор медицины (1870). Крупнейший исследователь детского физического воспитания и детских народных игр разных народов и регионов России 19 века, книги которого по проблематике мира детства издаются и переиздаются три века подряд.

## Биография
Родился 13 (25) января 1834 года в селе Ново-Никитское Корчевского уезда Тверской губернии в семье священника.
В 1860 году окончил медицинский факультет Московского университета со степенью лекаря и начал работать врачом в городе Пудож Олонецкой губернии. С 1862 года жил и работал в Москве: в Детской больнице на улице Бронной (ординатор, в 1882—1895 годах — директор и главный доктор). В 1872 году Ведомством учреждений императрицы Марии был командирован за границу на четыре месяца, где изучал организацию детских клиник Берлина, Вены и Парижа. Покровский организовал разделы детской гигиены медико-антропологической выставки в Политехническом музее (1879) и Выставки Общества трудолюбия в Москве (1888); также раздел о физическом воспитании детей на Всемирной выставке в Париже (1889), за что был удостоен ордена Почётного легиона[уточнить].
Кроме врачебной, занимался общественной деятельностью — был членом Общества русских врачей в Москве, гласным председатель медицинской комиссии Московской городской думы, председателем Медицинской комиссии Императорского общества любителей естествознания, антропологии и этнографии, организатором и редактором (в 1890—1895 годах) психолого-педагогического журнала «Вестник воспитания». Важнейшие работы посвящены проблемам детского развития и воспитания, физического воспитания и детских игр разных народов и регионов дореволюционной России. Наиболее известна его книга «Детские игры, преимущественно русские (в связи с историей, этнографией, педагогией и гигиеной)», первое издание которой подготовлено в 1887 году на основе более 2000 писем-корреспонденций от информаторов со всей России. Книга в разных вариантах переиздавалась в 1892 и 1895 гг, а затем почти сто лет спустя.
Также Покровский был первым председателем Московского терапевтического общества и одним из учредителей Московского гигиенического общества.
Защитил диссертацию «Об источнике новообразования соединительной ткани при зарастании просвета кровеносных сосудов» на степень доктора медицины (1870).
Жил в Москве на Большой Молчановке; с 1874 года — при Детской больнице на Бронной улице, 15; с 1895 года — на Садовой-Кудринской улице, 15.
Умер 16 (28) октября 1895 года в Москве. Похоронен на Ваганьковском кладбище; могила утрачена.
Был женат на дочери графа Н. С. Толстого.

## Дополнительные факты
Е. А. Покровский собирал детские вещи и принадлежности со всей России: колыбели, каталки, куклы, одежду, рецепты детской еды, детские игры народов, населявших Россию. Около 100 уникальных экспонатов и 69 рисунков, переданных им в Музей педагогики, попали затем в Политехнический музей, но там не сохранились, а частично были переданы в другие музеи и ныне составляют часть коллекции РЭМа, что доказано современными исследователями